# Холл, Бен
Бен Холл (англ. Ben Hall; 9 мая 1837 — 5 мая 1865) — австралийский бушрейнджер.
Родители Бена были обвинены в мелких правонарушениях, приговорены и отправлены на каторгу в Австралию, там у них родился Бен. Вначале Бен работал ковбоем. Совместно с Джоном Макгвайром (John Macguire) и Сэнди Криком (Sandy Creek) он арендовал землю, где проводил лошадиные скачки. В 1856 году женился на Бриджет Уолш (Bridget Walsh), у пары был один сын.
В апреле 1862 года был арестован из-за вооруженного ограбления, но его участие доказать не удалось. После этого он покинул свою жену. В июле того же года Холл попал под суд из-за грабежа, но был оправдан. Ввиду больших затрат на судебный процесс он и Джон Макгвайр были вынуждены отдать свою землю. 14 марта 1863 года дом Бена Холла был сожжен. После этого он присоединился к Джону Гилберту (John Gilbert), который возглавлял банду бушрейнджеров. Через некоторое время Холл стал их главарём. Он сумел завоевать авторитет в банде, которая была хорошо вооружена и экипирована. Для набегов использовали краденых скаковых лошадей, благодаря которым могли легко скрыться от преследователей. Помимо денег и ценностей, бушрейнджеры Холла отбирали еду и напитки, устраивая праздники с участием местного населения, в массе своей лояльного к ним.
Банда Холла преимущественно грабила торговцев и богатых путешественников. Одним из самых крупных её успехов стало нападение на карету, перевозившую золото. Количество украденного при этом ценного металла стало самым большим на территории Австралии. Во время налётов иногда происходили перестрелки со смертельным исходом. Гилберт руководил налётами в Виктории, а Холл — в Новом Южном Уэльсе. Позже Гилберт присоединился к Холлу. 15 ноября 1864 года Гилберт застрелил сержанта Парри (Parry) и 27 января 1865 бандой был застрелен полицейский Нельсон (Nelson). За поимку Холла была назначено вознаграждение £ 1000. 5 мая 1865 года полицией была устроена засада. Согласно полицейскому рапорту, в Холла попало 30 пуль. За свою короткую карьеру разбойника Холл участвовал в более чем 600 ограблениях, в которых лично он не застрелил ни одного человека. На момент смерти Холл не был объявлен человеком вне закона, тем самым его убийство являлось противозаконным актом, потому что его арест с правом на убийство должен был вступить в силу только 10 мая.
На его похороны пришло большое количество людей, среди них 40—50 женщин.

## В кино
- «Бен Холл и его банда» (англ. Ben Hall and His Gang) — немой фильм режиссера Джона Гейвина, исполнившего также главную роль (Австралия, 1911).
- «Бен Холл» (англ. Ben Hall) — телесериал режиссёров Дона Чаффи и Фрэнка Арнольда (Австралия, 1975), в главной роли Джон Финч.
- «Последние дни Бена Холла» (англ. The Last Days of Ben Hall) — короткометражный фильм режиссёра (Австралия, 2014), в главной роли Джек Мартин.
- «Легенда о Бене Холле» (англ. The Legend of Ben Hall) — драма режиссёра Мэттью Холмса (Австралия, 2016), в главной роли Джек Мартин.